# 掛け声
掛け声（かけごえ）は、通常、 日本の伝統音楽、歌舞伎劇、 剣道などの格闘技の威嚇や指示、演奏その他に使われる叫び声や呼びかけを指す。

## 歌舞伎
歌舞伎の観客にとっての掛け声＝大向こうをかけるとは、舞台上の役者に屋号や名前などを呼びかけるものである。観客が物語に盛り上がりを感じたり、感動を得たりした時に発せられる。観客にとってはその場で役者を褒める唯一の手段であり、掛け声によって観客に一体感をもたらす効果もある。声かけがかかるタイミングとして多いのは、「見得切り」という歌舞伎役者が行う動作の時で、その動作が最高潮となった時に、観客が役者の芸名や屋号などを呼びかける。
演目の幕が開く間際には屋号のほか、「まってました」といった掛け声も多く見られる。。 
歌舞伎の定期公演が行われる各都市においては、この掛け声をする「声かけ会」と呼ばれる組織があって、いわゆる「木戸ご免」で、劇場に無料で入ることができる。一方で声かけ自体は、この会に入らなくても誰でもすることができるものである。

## 民謡
民謡では、 カケゴエが歌の一部に自由に挿入される。カケゴエは通常は名前ではなくミュージシャン、歌手、またはダンサーが音楽を演奏していることを奨励する言葉であって、一般的に使用されている単語は「そおれっ！」、つまり英称は「that」を意味し、「その道だ！」または「まさにその通り」という意味を伝えている。もう一つは「どんとこい！」で、これは 「ベストショットを贈れ」もしくは文字通り「はよ来い/躊躇するな！」 、「サテ！」は 「それでは」のような意味になる。他の言葉は「よいしょ！」、「よーいよーよー！」、および「ちょいちょい！」など。カケゴエはまた、舞踊家の舞台名が舞踊の重要なポイントで挿入される日本舞踊にも使われる。 
カケゴエの大部分は通常、歌の繰り返しコーラスの無声部分にあたる。「ソーラン節」という有名な民謡では 「ああドッコイショー、ドッコイショッ！」などが各節の終わりに差し込まれる。「真室川音頭」の歌詞はいつも「ああどんとこい、どんとこい！」で終わるが、一部の叫び声は地域固有のものである。例えば、山形の花笠おどりでは、各節の終わりにある「ハーヤッショーマカショ！」（ 花笠音頭を参照）はこの歌でしか聞かれないカケゴエあり、 「ハイヤ、ササ！」そして「アーヒリヒリ」は沖縄民謡特有の叫びである。 

## 邦楽のアンサンブル
カケゴエは、お囃子、長唄、太鼓、津軽三味線などの伝統的な音楽のアンサンブルでも使用されている。それらは楽曲のさまざまな部分の頭出しに使用され、特定のリズムの始めまたは終わり、楽器の即興セクションの始まりまたは終わりから、さまざまな楽器の導入部への合図にまで、どこにでもシグナルを送ることができる。例えば、太鼓ではリーダーがゴーアヘッドを叫ぶまで繰り返す特定のリズムがある。津軽三味線では多くの即興演奏が使われており、即興のセッションを終了する準備ができたらプレーヤーがドラムセクションを導入部に入れなければならない。囃子や長唄のような大規模な音楽アンサンブルでは、ミュージシャンは曲のどこで入るのかをお互いに意識する必要があるため、セクションの終わり/始まりを知らせるのにカケゴエを使っているのである。 

## 祭り
カケゴエは 、日本のいろいろなフェスつまりは「まつり」でも聞くことができる。ただし地域によって異なり、東京などの地域では、御輿、あるいは神輿のときが「せいやせいや！」「わっしょいわっしょい！」で、街中で催される巨大な凧と大きな木製のカートフェスで有名である浜松まつりは「やあたい」と呼ばれる。各カイトとカートにはそれぞれ代表ギルドがあり、各グループが通りを通ってスネアドラムとラッパのビートに向けて「おいしょ！おいしょ！」と唱える。もう一つの例は三重県桑名市の石渡まつりで、「コラサ」や「ホイサ」の唱歌が祭りに使われている。これは、 伝統的なカートに乗せた太鼓ドラミングと鐘打撃の連続に合わせて参加者によって叫ばれる。大阪府の岸和田市はそうしたカートフェス「だんじり」祭りで有名であるが、回転する神社を引っ張っている参加者は皆がだんじりを引っ張るように「ヨイ、サ！ヨイ、サ！」と叫ぶ。リストはまだまだあるが、これらの叫び声は一般的に英語の「"heave, ho! heave, ho!"」ようなものを意味しており、ピッチとリフレクションは、タイミングとリズムに基づいて地区ごとに違っている。 